# Sauvain
Sauvain és un municipi francès situat al departament del Loira i a la regió d'Alvèrnia-Roine-Alps. L'any 2007 tenia 411 habitants.

## Demografia

### Població
El 2007 la població de fet de Sauvain era de 411 persones. Hi havia 168 famílies de les quals 44 eren unipersonals (20 homes vivint sols i 24 dones vivint soles), 56 parelles sense fills, 48 parelles amb fills i 20 famílies monoparentals amb fills.
La població ha evolucionat segons el següent gràfic:
Habitants censats

### Habitatges
El 2007 hi havia 272 habitatges, 173 eren l'habitatge principal de la família, 68 eren segones residències i 31 estaven desocupats. 247 eren cases i 25 eren apartaments. Dels 173 habitatges principals, 138 estaven ocupats pels seus propietaris, 30 estaven llogats i ocupats pels llogaters i 5 estaven cedits a títol gratuït; 1 tenia una cambra, 8 en tenien dues, 29 en tenien tres, 40 en tenien quatre i 95 en tenien cinc o més. 156 habitatges disposaven pel capbaix d'una plaça de pàrquing. A 71 habitatges hi havia un automòbil i a 80 n'hi havia dos o més.

### Piràmide de població
La piràmide de població per edats i sexe el 2009 era:
| Homes | Edats   | Dones |
| ----- | ------- | ----- |
| 0     | 95 o +  | 0     |
| 4     | 90 a 94 | 4     |
| 0     | 85 a 89 | 0     |
| 0     | 80 a 84 | 0     |
| 0     | 75 a 79 | 12    |
| 16    | 70 a 74 | 16    |
| 20    | 65 a 69 | 0     |
| 12    | 60 a 64 | 20    |
| 8     | 55 a 59 | 16    |
| 44    | 50 a 54 | 12    |
| 24    | 45 a 49 | 8     |
| 4     | 40 a 44 | 28    |
| 16    | 35 a 39 | 0     |
| 12    | 30 a 34 | 4     |
| 4     | 25 a 29 | 4     |
| 20    | 20 a 24 | 8     |
| 32    | 15 a 19 | 0     |
| 24    | 10 a 14 | 4     |
| 4     | 5 a 9   | 12    |
| 8     | 0 a 4   | 4     |

## Economia
El 2007 la població en edat de treballar era de 254 persones, 191 eren actives i 63 eren inactives. De les 191 persones actives 183 estaven ocupades (110 homes i 73 dones) i 8 estaven aturades (1 home i 7 dones). De les 63 persones inactives 26 estaven jubilades, 16 estaven estudiant i 21 estaven classificades com a «altres inactius».

### Ingressos
El 2009 a Sauvain hi havia 168 unitats fiscals que integraven 420 persones, la mediana anual d'ingressos fiscals per persona era de 12.765 €.

### Activitats econòmiques
Dels 17 establiments que hi havia el 2007, 5 eren d'empreses alimentàries, 1 d'una empresa de fabricació de material elèctric, 1 d'una empresa de fabricació d'altres productes industrials, 1 d'una empresa de construcció, 2 d'empreses de comerç i reparació d'automòbils, 1 d'una empresa de transport, 3 d'empreses d'hostatgeria i restauració, 2 d'empreses immobiliàries i 1 d'una entitat de l'administració pública.
L'únic servei als particulars que hi havia el 2009 era una fusteria.
Dels 3 establiments comercials que hi havia el 2009, 1 era una fleca i 2 carnisseries.
L'any 2000 a Sauvain hi havia 36 explotacions agrícoles que ocupaven un total de 1.054 hectàrees.

## Equipaments sanitaris i escolars
El 2009 hi havia una escola elemental.

## Poblacions més properes
El següent diagrama mostra les poblacions més properes.